# Ligne de Saïda à Tiaret
La ligne de Saïda à Tiaret est l'une des lignes du réseau ferroviaire algérien. D'une longueur de 168 km, elle relie les villes de Saïda et de Tiaret dans le Nord-Ouest de l'Algérie. 
La ligne fait partie des lignes ferroviaires algériennes constituant la « rocade Hauts Plateaux », ensemble de lignes en service ou en construction reliant les grandes villes de la steppe algérienne, de Moulay Slissen, à l'ouest, à Tébessa, à l'est de l'Algérie.
Mise partiellement en service en janvier 2023, entre la gare de Saïda (dans la wilaya de Saïda) et celle de Frenda (dans la wilaya de Tiaret) sur une longueur de 120 km, son achèvement est prévu pour l'année 2024 avec la fin de la construction du tronçon entre Frenda et Tiaret.

## Historique
La réalisation de la ligne ferroviaire reliant Saïda à Tiaret s'inscrivait dans le cadre du programme d'investissement quinquennal algérien pour la période 2009-2014. Ce programme avait pour objectif la modernisation et l'extension du réseau ferroviaire, ainsi que l'amélioration du transport urbain. À cette fin, le Conseil des ministres avait attribué une enveloppe budgétaire de plus de 2 800 milliards de dinars algériens (≈ 28 milliards d’euros) au secteur des transports. 
La responsabilité de la supervision du projet revient  au Ministère des transports et des travaux publics en tant que maître d'ouvrage, tandis que l'Agence nationale d'études et de suivi de la réalisation des investissements ferroviaires (ANESRIF) agit en qualité de maître d'ouvrage délégué (MOD). La coordination des travaux est confiée à un groupement de bureaux comprenant Pöyry (compagnie) (en), Setirail et Getinsa.
L'ANESRIF attribue le contrat de conception et de réalisation de la ligne, d'un montant de 417 milions d'euros, à un consortium constitué de l'entreprise italienne Astaldi (60 %) et du groupe algérien Cosider (40 %), consortium qui agit en tant qu'entreprise générale,.
Initialement programmé sur la période 2009-2013 avec un budget de 622 milions d'euros, le projet a connu des retards significatifs. Les travaux ont débuté en 2011, sous la responsabilité de l'entreprise italo-algérienne Eurl Europea 92 Algeria. 
Le projet, d'une longueur 153 km,, affichait un taux d'avancement de 65 % en 2017, avec une échéance de livraison prévue pour 2019. Toutefois, en raison du retrait d'Astaldi à cause de la crise sanitaire liée au Covid-19, le projet a été reporté à la fin de l'année 2022. 
La première section, d'une longueur de 120 km,, entre les gares de Saïda et de Frenda, est inauguré par le ministre du transport, Kamel Beldjoud, et mis en service le 30 janvier 2023,. La seconde section, entre les gares de Frenda et de Tiaret, devait alors être achevée à la fin de l'année 2023 mais sa mise en service est retardée d'au moins un an,. 
La mise en service de la ligne de Saïda à Tiaret, qui s'est faite un mois après celle de Tissemsilt à M'Sila, est l'avant-dernière étape de l'achèvement de la « rocade ferroviaire des Hauts Plateaux ». Cette rocade est constituée d'un ensemble de lignes d'une longueur totale de 1 160 km qui, lorsqu'elle sera achevée, reliera Moulay Slissen, à l'ouest, à Tébessa, à l'est de l'Algérie, en desservant les villes de Saïda, Tiaret, Tissemsilt, M'Sila, Barika, Batna, Aïn M'lila et Oum El Bouaghi,. 

## La ligne

### Caractéristiques de la ligne
La ligne, d'une longueur de 168 km, est une voie unique à écartement standard et n'est pas électrifiée. Elle comporte deux sections :
- de Saïda à Frenda : 120 km, mise en service en janvier 2023 ;
- de Frenda à Tiaret : 48 km, partiellement construite.

À l'instar de l'ensemble des nouvelles lignes ou des lignes rénovées en Algérie, la ligne de Saïda à Tiaret est équipée des systèmes de signalisation ferroviaire ERTMS / ETCS et du système de communication GSM-R,,.

### Tracé
La ligne longe les contreforts sud de la partie occidentale de l'Atlas tellien, aux pieds des monts de Saïda et de Tiaret, à la lisière nord des Hauts Plateaux.  

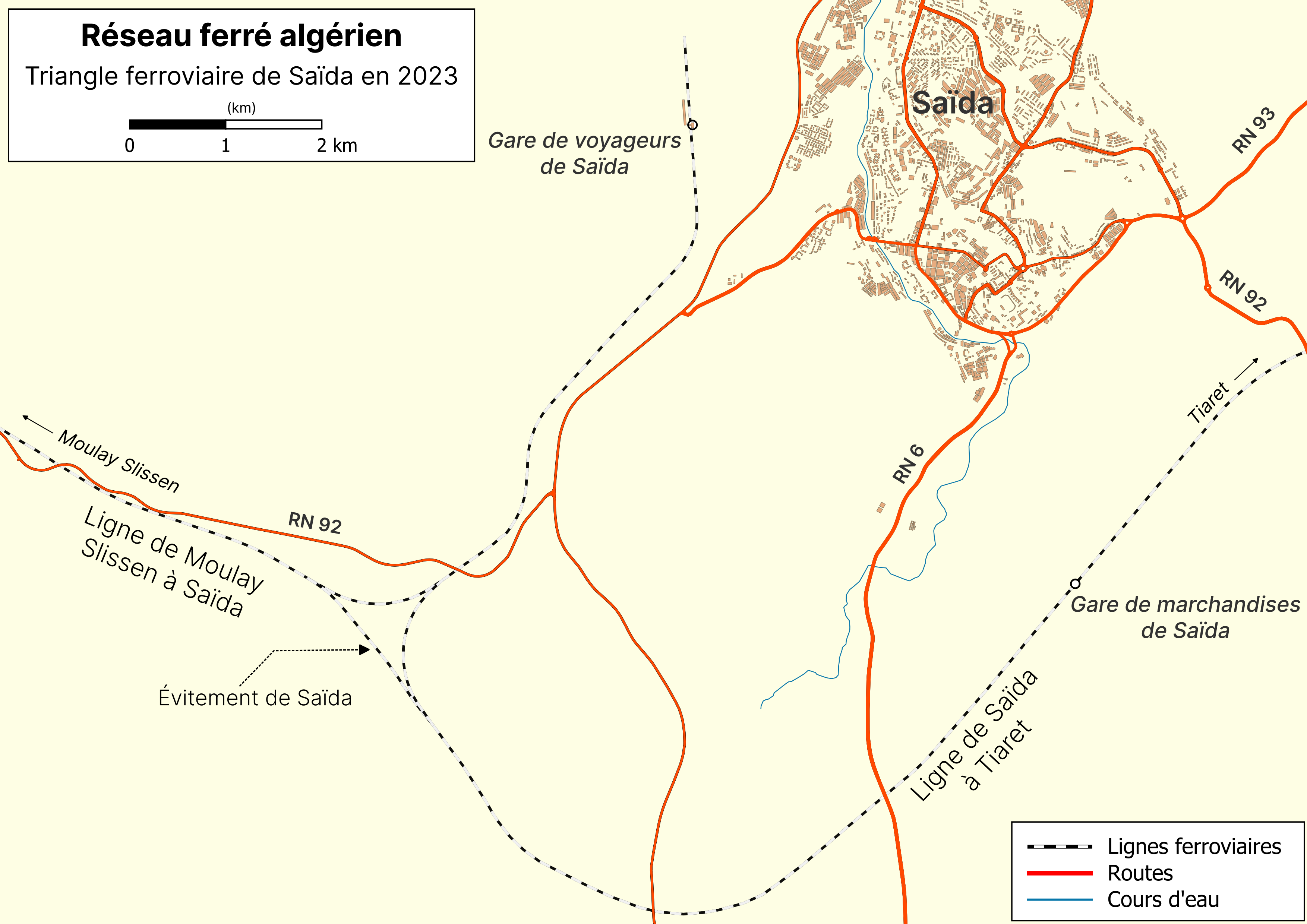
Triangle ferroviaire de Saïda : jonction entre les lignes de Moulay Slissen à Saïda et de Saïda à Tiaret.

À son extrémité ouest, la ligne est raccordée au triangle ferroviaire de Saïda, triangle formé par la jonction des lignes de Moulay Slissen à Saïda et de Saïda à Tiaret, et l'évitement ferroviaire de Saïda qui permet aux trains de se diriger vers Tiaret ou Moulay Slissen sans passer par la gare de Saïda.
Au nord-est, peu avant Tiaret, elle sera raccordée aux lignes de Relizane à Tiaret et de Tiaret à Tissemsilt qui sont actuellement en construction.
Structurellement, la ligne est subdivisée en plusieurs tronçons correspondant à des projets de lignes ferroviaires différents et à des dates de mise en service différentes :
- de la gare de Saïda à la pointe nord-est du triangle de Saïda (5,7 km), tronçon en commun avec la ligne de Moulay Slissen à Saïda et construit conjointement ;

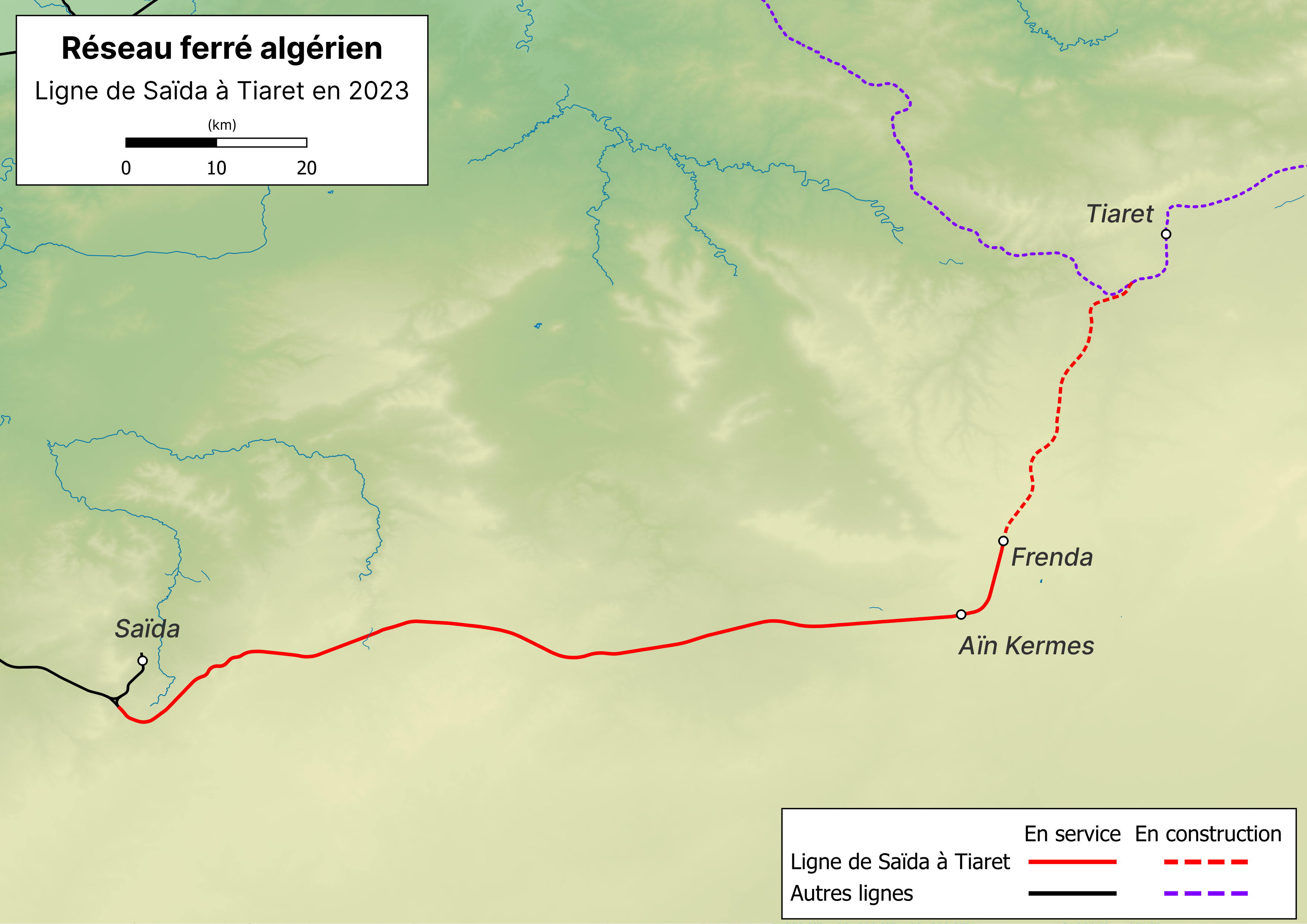
Tracé de la ligne au sud de l'Atlas tellien.

- de la pointe nord-est du triangle de Saïda à l'entrée ouest de la gare de marchandise de Saïda (8,6 km), tronçon construit parallèlement à la construction de la ligne de Moulay Slissen à Saïda et mis en service en janvier 2023 ;
- de l'entrée ouest de la gare de marchandise de Saïda à la gare de Frenda (155,2 km) ; construit dans le cadre du projet de ligne de Saïda à Tiaret et mis en service en janvier 2023 ;
- de la gare de Frenda au raccordement avec la ligne de Relizane à Tiaret (40,2 km), en cours de construction ;
- du raccordement avec la ligne de Relizane à Tiaret à la gare de Tiaret (8,5 km), tronçon en commun avec la ligne de Relizane à Tiaret, en cours de construction.

### Profil
La ligne a pour origine la gare de Saïda (PK 0 de la ligne), gare établie à 871 m, dans les contreforts tabulaires de l'Atlas tellien, aux pieds des monts de Saïda. Quittant la gare par sa sortie sud, la ligne prend une orientation sud-ouest et atteint son altitude minimale de 845 m dès le PK 1,7.
Sur environ 6 km, la ligne est parallèle à celle de Moulay Slissen à Saïda dont elle se sépare à la pointe nord-est du triangle ferroviaire de Saïda pour s'orienter vers le sud-est puis le nord-est pour contourner Saïda en longeant les flancs des djebels Koudiat El Hazen et Mouna. Passés ces monts, la ligne s'oriente vers l'est en direction d'Aïn El Kerm, traverse les contreforts sud des monts de Saïda en franchissant une succession de crêtes et de vallées, atteint l'altitude de 1 125 m au niveau du PK 32 et celle de 886 m au niveau du PK 83.
Après avoir quitté les monts de Saïda, la ligne aborde la lisière nord des Hauts Plateaux et longe les flancs sud des monts de Frenda en suivant une pente ascendante. Passé la gare de Aïn Kermès, elle bifurque vers le nord en direction de Tiaret tout en continuant à s'élever jusqu'à l'altitude de 1 238 m, son altitude maximale, au niveau du PK 123 peu après la gare de Frenda. Elle entame alors sa descente dans la plaine de Tiaret pour atteindre l'altitude de 891 m au niveau du raccordement avec la ligne de Relizane à Tiaret.

Profil en long de la ligne.

### Ouvrages d'art
Le projet, en raison de la complexité du relief, a nécessité la réalisation de 59 ouvrages d'art, comprenant notamment 23 ponts ferroviaires, 12 grands viaducs, ainsi que 24 ponts routiers pour éviter toute intersection avec la voie ferrée.

## Service ferroviaire
La ligne permet le trafic voyageurs et de marchandises. Elle est empruntée par les trains régionaux de la liaison Sidi Bel Abbès - Frenda,.

## Gares de la ligne
La ligne traverse deux wilayas et dessert quatre gares :
- la gare de Saïda (wilaya de Saïda);
- la gare de Aïn Kermes (wilaya de Tiaret) ;
- la gare de Frenda (wilaya de Tiaret) ;
- la gare de Tiaret (wilaya de Tiaret) en construction.

La ligne comportera en outre deux gares de marchandises :
- la gare de marchandises de Saïda, située à 14 km au sud-est de la gare de voyageurs de Saïda ;
- la gare mixte voyageurs-marchandises, située à l'extrémité nord-est de la ligne de Saïda à Tiaret.